# França nos Jogos Olímpicos de Inverno de 1952
A França participou dos Jogos Olímpicos de Inverno de 1952 em Oslo, na Noruega.

## Medalhas
| Atleta             | Esporte             | Evento              | Medalha |
| ------------------ | ------------------- | ------------------- | ------- |
| Jacqueline du Bief | Patinação artística | Individual feminino | Bronze  |